# 佩頓·羅伊斯
卡桑德拉·麥金托什（英語：Cassandra McIntosh，1992年11月10日—）是澳大利亞職業摔角選手。她以在世界摔角娛樂時期而聞名，並以「佩頓·羅伊斯」為擂台名稱，曾與比莉·凱組成標誌雙子雙打團隊。
2009年2月，麥金托什在職業摔角女子聯盟（PWWA）上以KC·卡西迪的身份參加職業摔角比賽， 並在獨立巡迴賽上晉升數年，成為一次PWA女子冠軍。麥金托什於2015年與WWE簽訂合約，並被分配到WWE位於佛羅里達州奧蘭多的發展品牌NXT。

## 早期生活
麥金托什出生於新南威爾斯州的雪梨，後來移居維多利亞州的墨爾本，然後移居加拿大亞伯達省的卡加利，她在那裡接受了長矛風暴的培訓。 在接受培訓之前，她擅長的是舞蹈。她和同樣是摔角選手的比莉·凱一起上了同一所中學韋斯菲爾茲體育高校。 麥金托什開始觀看摔角比賽是在她9歲時，並引用 艾迪·葛雷洛作為她成為職業摔角選手的靈感。

## 職業摔角生涯

### 獨立巡迴賽（2009–2015）
2009年2月28日，麥金托什在職業摔角女子聯盟中以KC·卡西迪的身份首次亮相，與羅比·伊格爾斯（Robbie Eagles）聯手在男女混雙比賽中擊敗了麥迪遜·伊格爾斯和麥克·瓦盧布（Mike Valuable）。在晉升的第二年，她在與潔西·麥凱的單打比賽中取得了勝利，除此之外還包括在PWWA冠軍賽中的失利。2011年1月7日，她在冠軍賽中輸給了麥迪遜·伊格爾斯。2011年6月20日，KC·卡西迪和泰尼爾·道施伍德擊敗了伊麗莎·史威（Eliza Sway）和夏扎·麥肯齊（Shazza McKenzie）。而卡西迪在美國全女子摔角聯盟微光女運動員上，作為巴比·霍爾的雙打搭檔，有兩次的登場。她最初是在佛羅里達州宜博市舉行的微光摔角活動中預定作為蘇·永的對手，但後來成為瑞亞·奧蕾莉（Rhia O'Reilly）的替代對手。她還參加了澳大利亞職業摔角聯盟（Pro Wrestling Alliance Australia）、新視野職業摔角（New Horizons Pro Wrestling）、墨爾本城市摔角和防暴城市摔角的活動。

### WWE

#### NXT時期（2015–2018）
麥金托什於2014年8月接受了WWE的試用，並於2015年4月13日成為NXT培訓生。她於5月15日的NXT首次亮相，使用KC·卡西迪的擂台名進行首場比賽，輸給了NXT女子冠軍薩莎·班克斯。在7月22日的NXT中，麥金托什輸給了伊娃·馬里。8月7日，她獲得了新的擂台名佩頓·羅伊斯（Peyton Royce）。在12月9日的NXT輸給了NXT女子冠軍貝莉 (摔角手)。在2016年1月13日的NXT上，羅伊斯參加了決定NXT女子冠軍的頭號挑戰者比賽，最終由卡梅拉獲勝。

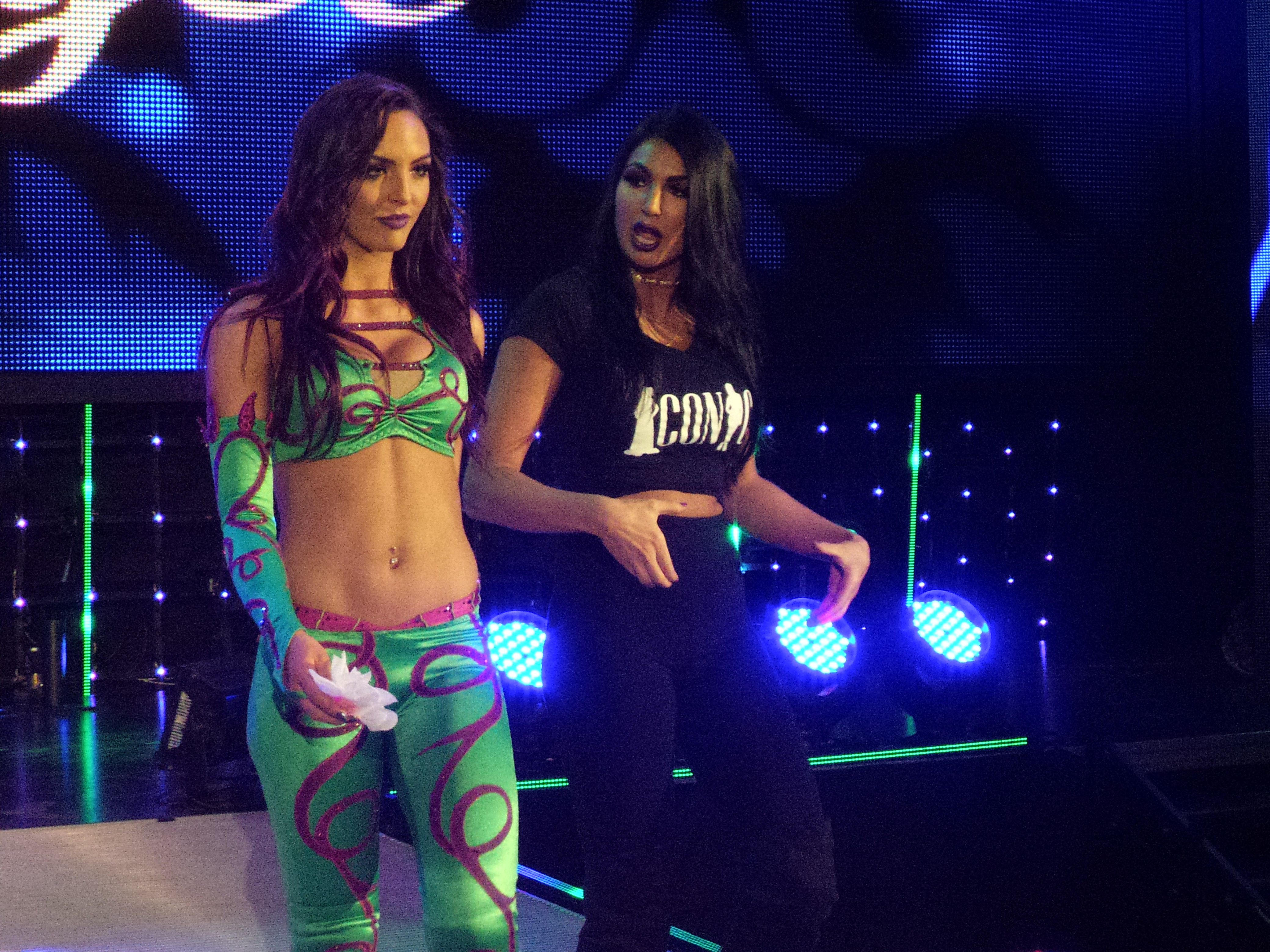
2018年的羅伊斯與其雙打搭檔比莉·凱

十月份，羅伊斯與比莉·凱結盟，後來與麗芙·摩根發生了爭執，兩人在單打比賽中攻擊並擊敗了摩根。這導致了在NXT TakeOver：多倫多上由6名女子組成的三對三團隊比賽，最終阿莉婭、埃伯·穆和摩根擊敗了羅伊斯、凱和他們的搭檔索尼婭·德維爾。在12月底，凱和羅伊斯與NXT女子冠軍華名發生爭執，這導致了在2017年1月28日舉行的NXT TakeOver：聖安東尼奧的一場危機四伏戰，其中還包括妮基·克羅斯，最終羅伊斯和凱都未能獲得女子冠軍。此後不久，在二月底，羅伊斯在三方威脅戰中擊敗了埃伯·穆和麗芙·摩根再次獲得了挑戰女子冠軍的機會，但最終未能獲勝。
在接下來的一整年，羅伊斯繼續戰勝阿莉婭、莎拉·洛根和魯比·洛特等競爭對手。在三方威脅戰中擊敗了麗芙·摩根和妮基·克羅斯後，在NXT TakeOver: WarGames參與了一場爭奪空缺的NXT女子冠軍頭銜的危機四伏戰，最終由埃伯·穆獲勝。12月，羅伊斯在無關頭銜的比賽中輸給了穆，這是她在NXT的最後一場比賽。羅伊斯於2018年4月8日在摔角狂熱34上首次亮相，與其他幾位NXT超級巨星一起參加摔角狂熱34上的首屆摔角狂熱女子多人混戰 ，在那裡她被莎拉·洛根淘汰。

#### 標誌雙子時期（2018–2020）

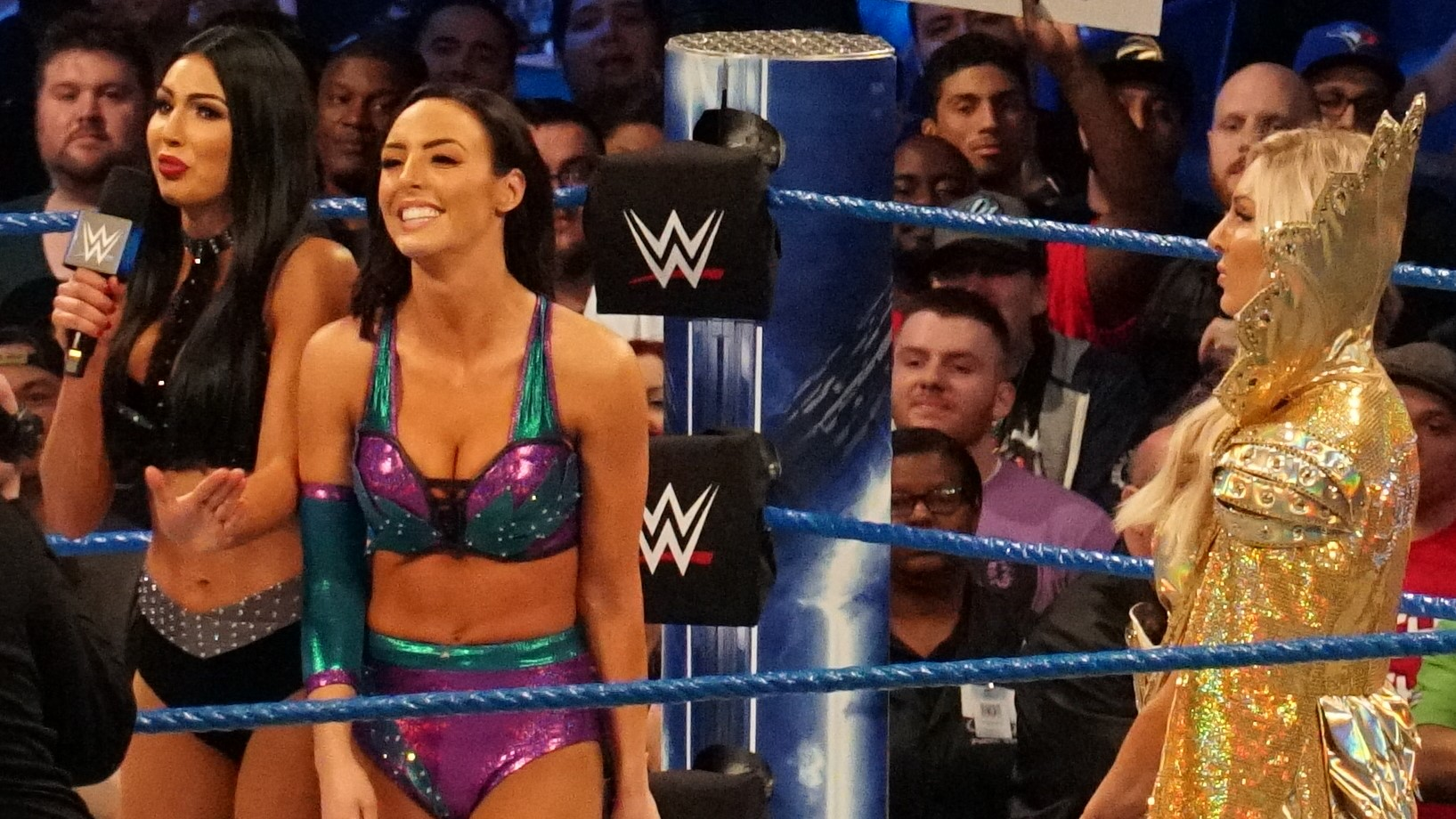
標誌雙子打斷夏洛特·福萊爾的談話於SmackDown首次亮相

羅伊斯和凱（現在被稱為標誌雙子）於2018年4月10日在SmackDown LIVE首次亮相，打斷了SmackDown 女子冠軍夏洛特·福萊爾的談話並攻擊了夏洛特。而標誌雙子在SmackDown的首場雙打比賽，就贏了華名和貝基·林奇。在接下來的幾個月，羅伊斯參加了各種單打和雙打比賽，但都未能獲勝。8月，標誌雙子與娜奧米發生了爭執，兩人在單打比賽中擊敗了她。最終，娜奧米與華名聯手，但在10月6日於羅伊斯的家鄉澳大利亞舉行的WWE超級攤牌中敗給了標誌雙子。三個星期後，羅伊斯和凱都參加了WWE的第一個全女性付費收看節目「Evolution」，爭奪未來挑戰女子冠軍的機會，但成為最先被淘汰的兩人。
2019年1月27日，凱和羅伊斯分別參加了他們的第一場皇家大戰，分別是第7個和第9個進場，他們設法淘汰了妮基·克羅斯，隨後被蕾西·伊凡斯淘汰。在2月17日的行刑室鐵籠戰上，標誌雙子參加了首屆爭奪WWE女子雙打冠軍的行刑室鐵籠戰雙打比賽，最終由薩莎·班克斯和貝莉獲勝。3月，標誌雙子與班克斯和貝莉發生了爭執，她們在一場無關頭銜的比賽中贏得了這場比賽。由於她們的勝利，她們（和另外兩組雙打團隊）獲得了在摔角狂熱35上挑戰班克斯和貝莉的機會。在4月7日舉行的摔角狂熱危機四伏戰上，由於凱擊敗了貝莉，讓標誌雙子贏得了這場比賽，首次贏得了女子雙打冠軍。在8月5日的Raw上，標誌雙子在危機四伏戰中輸給阿歷薩·布利斯和妮基·克羅斯，無法持續衛冕冠軍頭銜。

## 個人生活
她於2019年8月與同樣是摔角選手的肖恩·斯皮爾斯結婚。

## 冠軍經歷及成就
- 墨爾本市摔角（英语：Melbourne City Wrestling）
  - 維拉和珍妮紀念盃（2014年）[13][14]
- 職業摔角女子聯盟（英语：Pro Wrestling Women's Alliance）
  - PWWA冠軍（一次）
- 職業摔角畫報
  - 在2017年前50名女性摔角選手中排名第43名[15]
- 運動畫刊
  - 在2018年前30名女性摔角選手中排名第24名[16]
- 世界摔角娛樂
  - WWE女子雙打冠軍（一次）– 與比莉·凱
  - NXT年終獎（英语：NXT Year-End Award）
    - 年度突破（2016年）[17] – 與比莉·凱

## 外部連結
- 佩頓·羅伊斯在WWE官方網站的介紹 （页面存档备份，存于）（英文）